# Bishop (entreprise)
Pour les articles homonymes, voir Bishop.
Bishop (ビショップ, Bishoppu) est un éditeur de jeux vidéo japonais, spécialisé dans les visual novels eroge.

## Jeux produits
Les dates de sortie indiquées sont les dates de sortie au Japon.
- Gakuen ~chijoku no zushiki~ ( 学園 〜恥辱の図式〜) (2 août 2004)
- After school (放課後 〜濡れた制服〜) (13 février 2004)
- School's heaven herotic harem (27 janvier 2006)
- Oppai heart (26 janvier 2010)
- Silicon (23 mars 2012)

## Staff

### Scénario
- Takeshi Kanato (神門武士)
- Uryuu Sakamaki (酒巻雨竜)
- Otohito Annai (庵乃音人)

### Graphisme
- Oonari Mizushima (水島☆多也)
- Kagami (カガミ)
- Kanami (かなみ)